# Bockrot
Bockrot, vanlig bockrot eller backanis (Pimpinella saxifraga) är flerårig med en så kallad "månghövdad pålrot", det vill säga en kort kandelaberstam, uppburen av pålroten. Den växer allmänt på torra ängsbackar genom nästan hela Skandinavien. Roten är seg, smal och mycket djupgående, den har en brännande aromatisk smak och brukades förr som ett magstärkande och slemlösande läkemedel, till te mot hosta med mera. Den fanns med i den svenska farmakopén från 1775 fram till 1908 och såldes även på apoteken under de båda världskrigen. Ett extrakt av roten ingick bland annat i "Pimpinelladroppar" mot heshet och halsont.  I Norrbotten har växten därför kallats all-bots-rot.

## Underarter
Arten har tre underarter:
- Pimpinella saxifraga subsp. nigra
- Pimpinella saxifraga subsp. rupestris
- Pimpinella saxifraga subsp. saxifraga

## Externa länkar

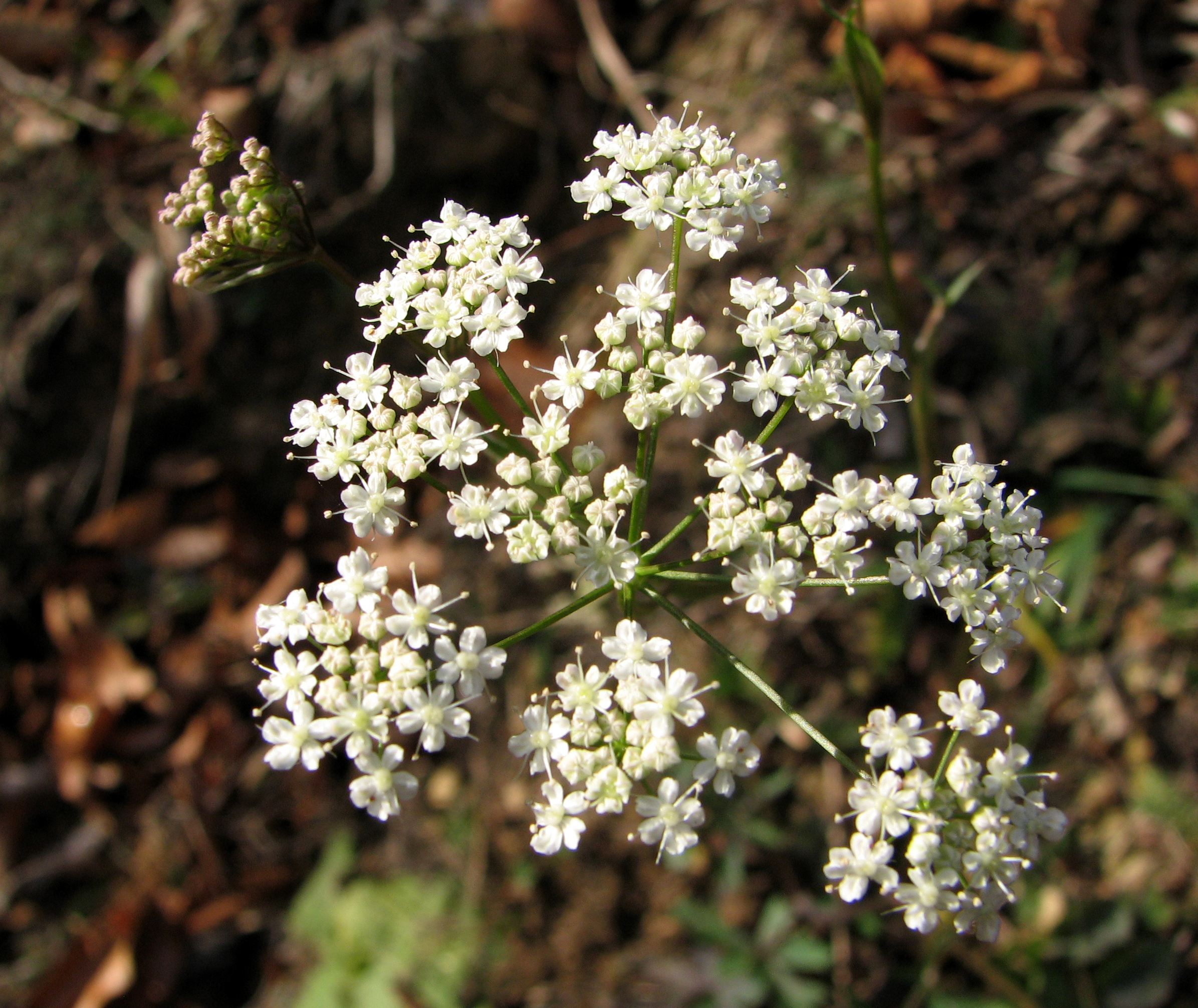